# Collegium Nobilium jezuitów w Warszawie

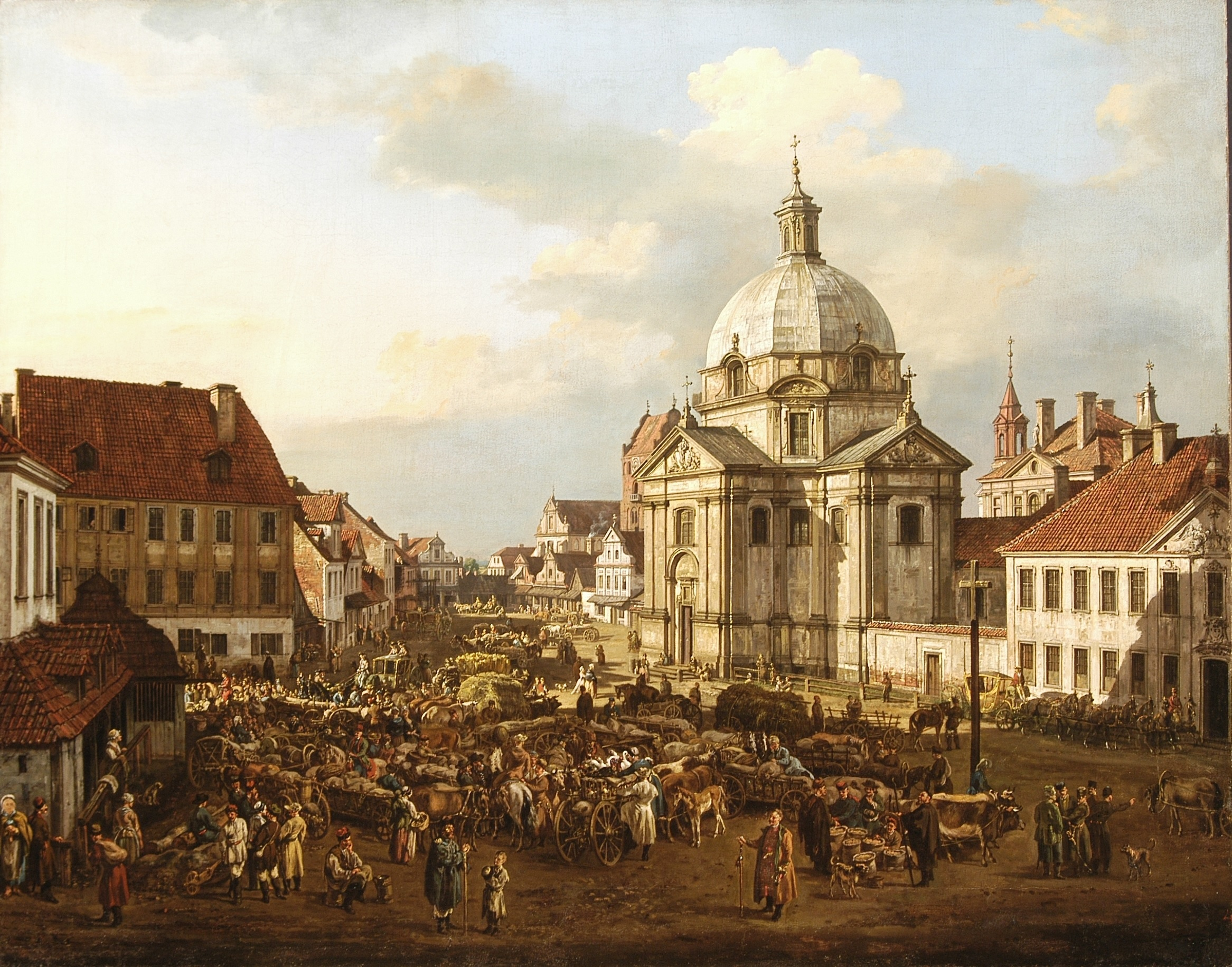
Bernardo Bellotto 1770, Rynek w warszawskim Nowym Mieście na tle kościoła św. Kazimierza i Collegium Nobilium po pr.

Collegium Nobilium jezuitów w Warszawie – elitarne kolegium jezuickie przeznaczone dla młodzieży szlacheckiej i magnackiej, założone w Warszawie w 1752 roku z fundacji podskarbiego wielkiego koronnego Macieja Grabowskiego i Jana Ciecierskiego TJ.

## Historia

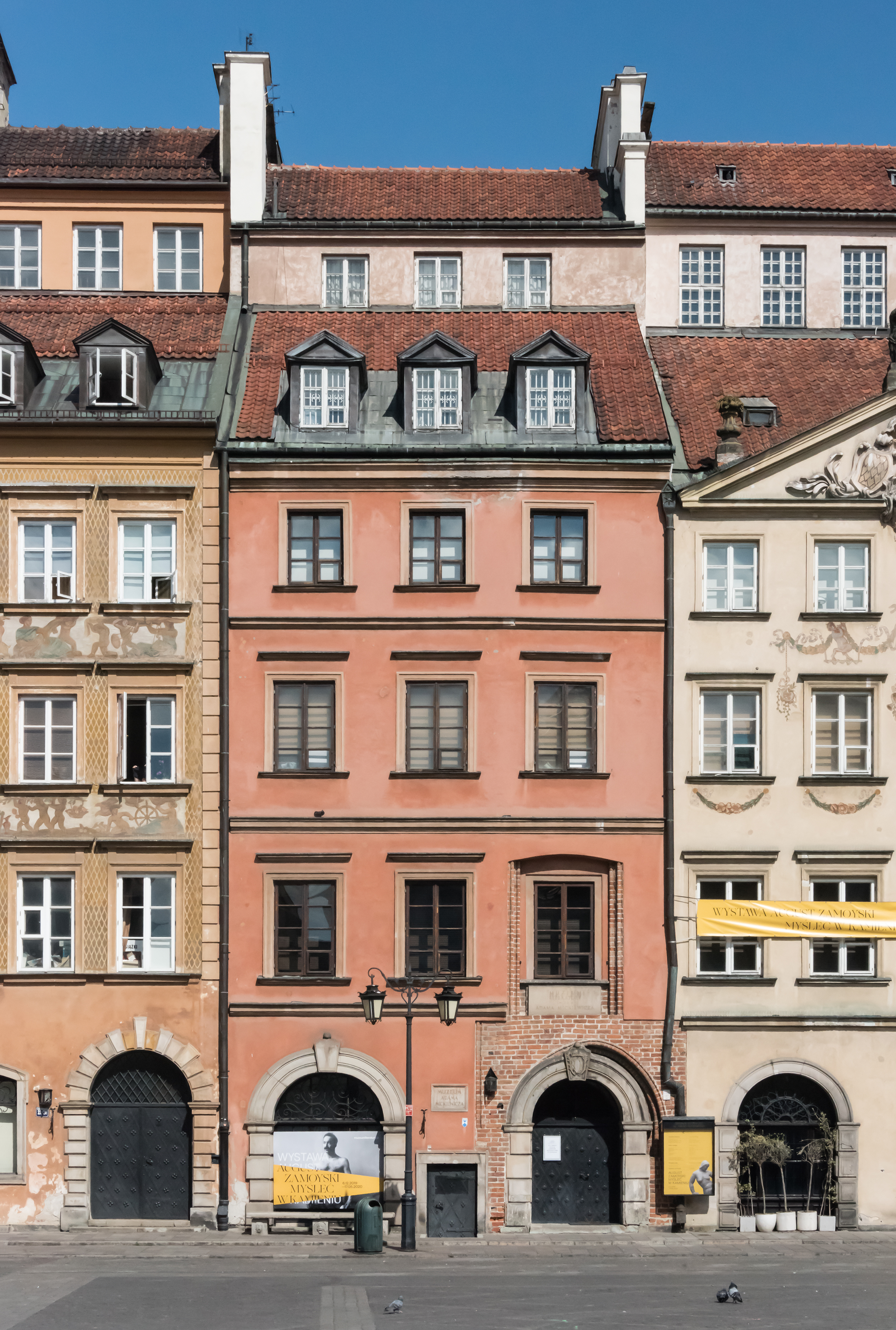
Kamienica Winklerowska w Warszawie, pierwsza siedziba Collegium

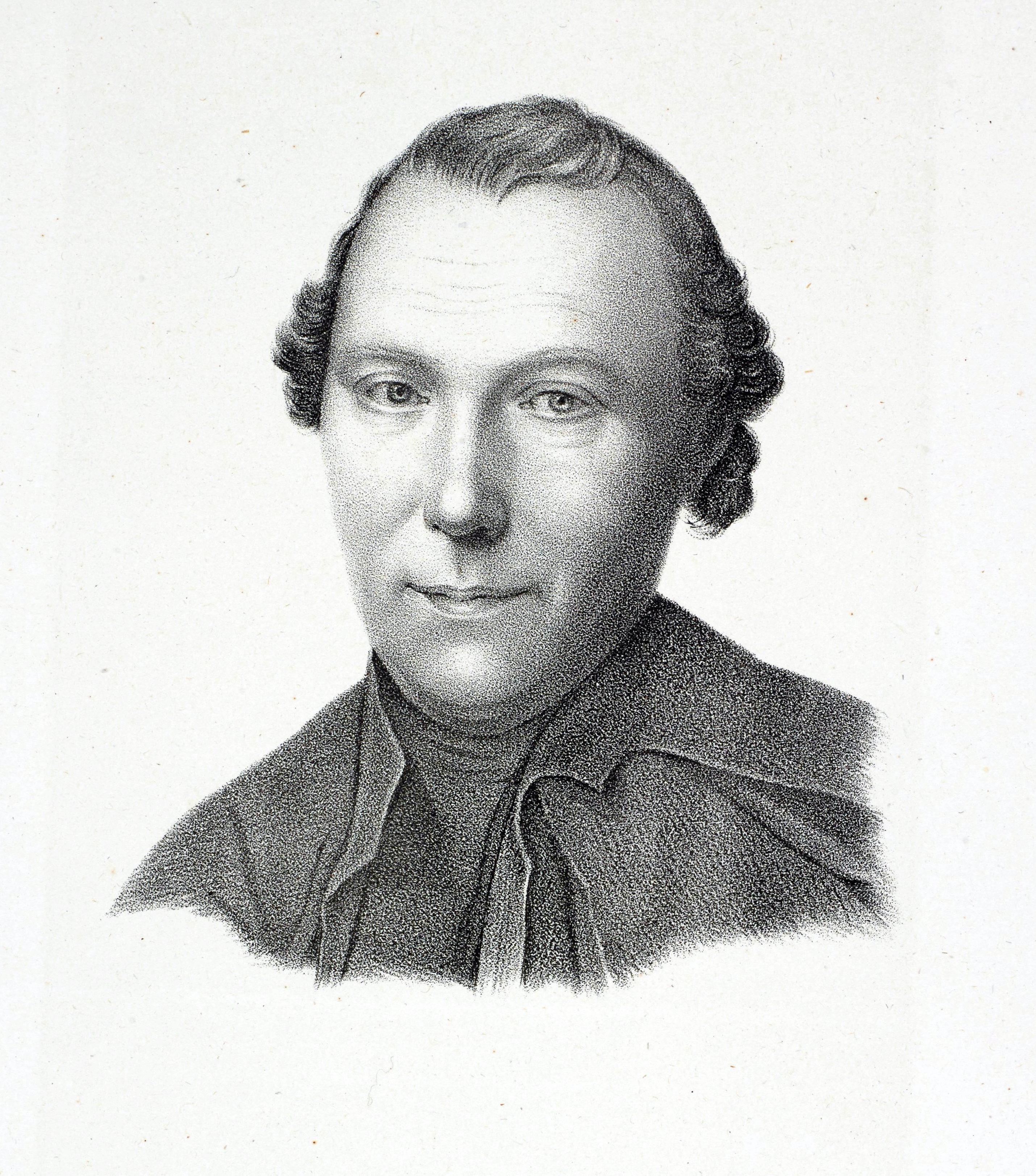
Regens Karol Wyrwicz

Umieszczone najpierw w kamienicy Winklerowskiej, mieściło 24 kawalerów. W 1754 lub 1755 roku przeniesione do przebudowanego pałacu Kotowskich na Nowym Mieście.
Regentami kolegium byli Jan Ciecierski (1752–1760) i Karol Wyrwicz (1762–1777). Pracowali tam jezuici Prowincji Litewskiej, oraz przyjezdni z Francji. Program nauczania oparty był na uczelniach i obejmował oprócz językoznawstwa, filozofię, fizykę, geografię, logikę, matematykę oraz nauki ścisłe. Wznowienie tego Collegium polegało na charakterze uroczystości, które się skupiały na egzaminach uczniów, a nie na wizytach dygnitarzy.

### Lektorzy
- Jan Chrzciciel Albertrandi,
- Franciszek Bessat,
- Franciszek Bieńkowski,
- Franciszek Bohomolec,
- Andrzej Bromirski,
- Jan Ciecierski,
- Józef Courriere,
- Franciszek Katenbring,
- Franciszek Kniażewicz,
- Stefan Łuskina,
- Ignacy Nagurczewski,
- Adam Naruszewicz,
- Kazimierz Naruszewicz,
- Józef Olędzki,
- Franciszek Paprocki,
- Aleksander Rostan,
- Stanisław Szadurski,
- Jan Szczepan Wulfers,
- Karol Wyrwicz.

Od 1760 do zamknięcia collegium regensem był Karol Wyrwicz TJ. Istniało jeszcze po kasacie zakonu jezuitów do 1777 roku przy poparciu króla Stanisława Augusta Poniatowskiego.

### Wychowankowie

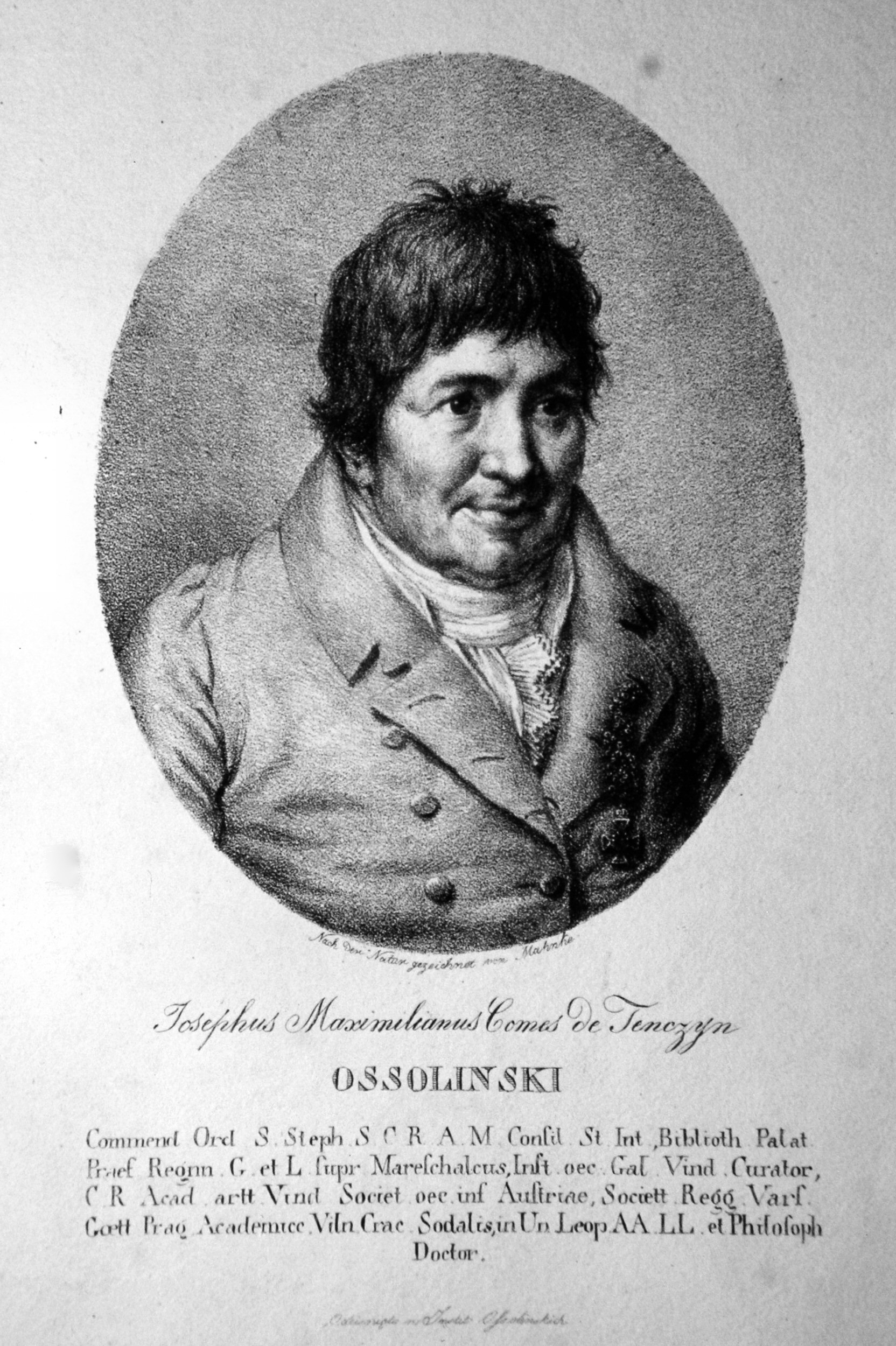
Józef Maksymilian Ossoliński

Uczyło się w nim równocześnie około 60 konwiktorów. Była to młodzież z najbardziej wpływowych rodzin: Radziwiłłów, Łubieńskich, Ossolińskich, Tyszkiewiczów, Chłapowskich, Ożarowskich, Rzewuskich, Ogińskich.
Wśród wychowanków byli:
- Józef Maksymilian Ossoliński
- Mikołaj Radziwiłł (generał major)
- Feliks Franciszek Łubieński
- Ignacy Józef Działyński (1754–1797)
- Tomasz Kajetan Węgierski
- Adam Wawrzyniec Rzewuski
- Ignacy Tański (1761–1805)

## Epilog
Według Ludwika Piechnika: Zmiany wprowadzone przez Wyrwicza stawiają jego Collegium Nobilium na wyższym etapie rozwoju – już nie tylko w stosunku do Collegium teatynów i Konarskiego, ale nawet do pierwszego okresu tegoż jezuickiego Collegium Nobilium za rządów Ciecierskiego. Collegium Nobilium Wyrwicza w pełni swojego rozwoju zostało niespodziewanie podcięte i prawie zupełnie zapomniane.